# IIAB隕石
IIAB 隕石是鐵隕石的一群，它們的結構從六面體隕鐵至八面體隕鐵。 IIAB的鎳含量是所有的鐵隕石中最低的。所有的鐵隕石都來自各自母體的金屬核心，但是IIAB的金屬性的岩漿區分，不僅形成這個隕石群，還有IIG群。

## 命名
鐵隕石的群被指定用羅馬數字和一個或兩個字母的組合，分類是基於關係圖中鐵隕石的鎳含量和針對一些證跡元素（如鎵、鍺、和銥）。這些關係圖中選定橫列（羅馬數字）和按照字母的順序排列。最初的兩個群（cluster）是第二列的IIA和IIB，額外的測量將這兩個群合併成IIAB群。

## 敘述

在IIAB群中低的鎳濃度導致多數的鐵隕石成為錐紋石。

所有的鐵隕石都是自然金屬構成的，稱為隕鐵。鎳的濃度會對鐵隕石的礦物學有所影響。當冷卻時錐紋石會從鎳紋石凝析出來。鎳的濃度越低，形成的錐紋石就越多。
有一些IIABII的鎳濃度是所有鐵隕石中最低的，它們的濃度從5.3%至6.6%。因此他門主要的成分是錐紋石與少量的鎳紋石。
這兩個群合併成為IIAB群，有著不同的鎳濃度，因此在結構上有著不同的分類。 IIA群有著較低的鎳濃度，並且形成六面體隕鐵；IIB的鎳濃度較高，並且形成八面體隕鐵。

## 母體

相位圖顯示母體冷卻可能的路徑。當冷卻的母體達到IIAB的狀態時，它剩餘的熔融金屬也連接著形成IIG隕石的共晶點

在它毀壞之前，IIAB隕石形成於母體的金屬核心，並且一些碎片抵達地球，成為鐵隕石。
IIAB的行星核心富含硫和磷，這種特殊的或學成份造形成的岩漿再冷卻時將分離成兩種不同的液體。硫的濃度估計約為5%，由於這個原因，金屬岩漿達到液相線曲線（固體與液體共存點的位置）的鐵＋液態場。這導致了IIAB隕石的結晶。一旦溫度達到共晶點，剩餘的液體被困在IIAB和結晶形成的腔。剩餘的岩漿在在這個溫度下結晶成磷鐵石和鐵，因而形成IIG隕石。

## 值得注意的樣品
目前有117顆隕石被歸類為IIAB，還有一顆是IIAB-異常，而其中只有三顆是墜落隕石。
七顆IIAB隕石的重量超過1,000公斤，老爺嶺隕石是其中最重的，並且是一顆墜落隕石。此外，老婦人隕石，原本尺寸為38英寸 × 34英寸 × 30英寸（3.2 ft × 2.8 ft × 2.5 ft）和重6,070英磅（2,750），是在加州發現最大，在全美國第二大的隕石。